# Олійник Парасковія Григорівна
Парасковія Григорівна Олійник (1907, село Коханівка, тепер Кегичівського району Харківської області — ?) — українська радянська діячка, ланкова колгоспу «Шлях до комунізму» Ізюмського району Харківської області, новатор сільськогосподарського виробництва. Герой Соціалістичної Праці (7.05.1948). Депутат Верховної Ради УРСР 3-го скликання.

## Біографія
Народилася у бідній селянській родині.
Трудову діяльність розпочала у 1930 році на Харківській кондитерській фабриці, де пропрацювала багато років.
Після 1943 року працювала в колгоспі «Шлях до комунізму» Ізюмського району Харківської області. Була членом рільничої бригади, очолювала колгоспну ланку.
У 1947 році зібрала урожай пшениці 32,4 центнера з гектара на площі 10,5 гектарів. За досягнуті успіхи в боротьбі за високі врожаї була удостоєна звання Героя Соціалістичної Праці.
У 1948 році ланка Парасковії Олійник зібрала врожай кукурудзи по 70 центнерів з гектара на площі 10 гектарів, а у 1949 році — по 71,5 центнера на площі 12 гектарів. У 1950 році ланка Парасковії Олійник добилася врожаю кукурудзи по 83 центнери на кожному з 18 гектарів і по 300 центнерів цукрових буряків з гектара.

## Нагороди
- Герой Соціалістичної Праці (7.05.1948)
- орден Леніна (7.05.1948)
- медалі